# Rolwerkgevel

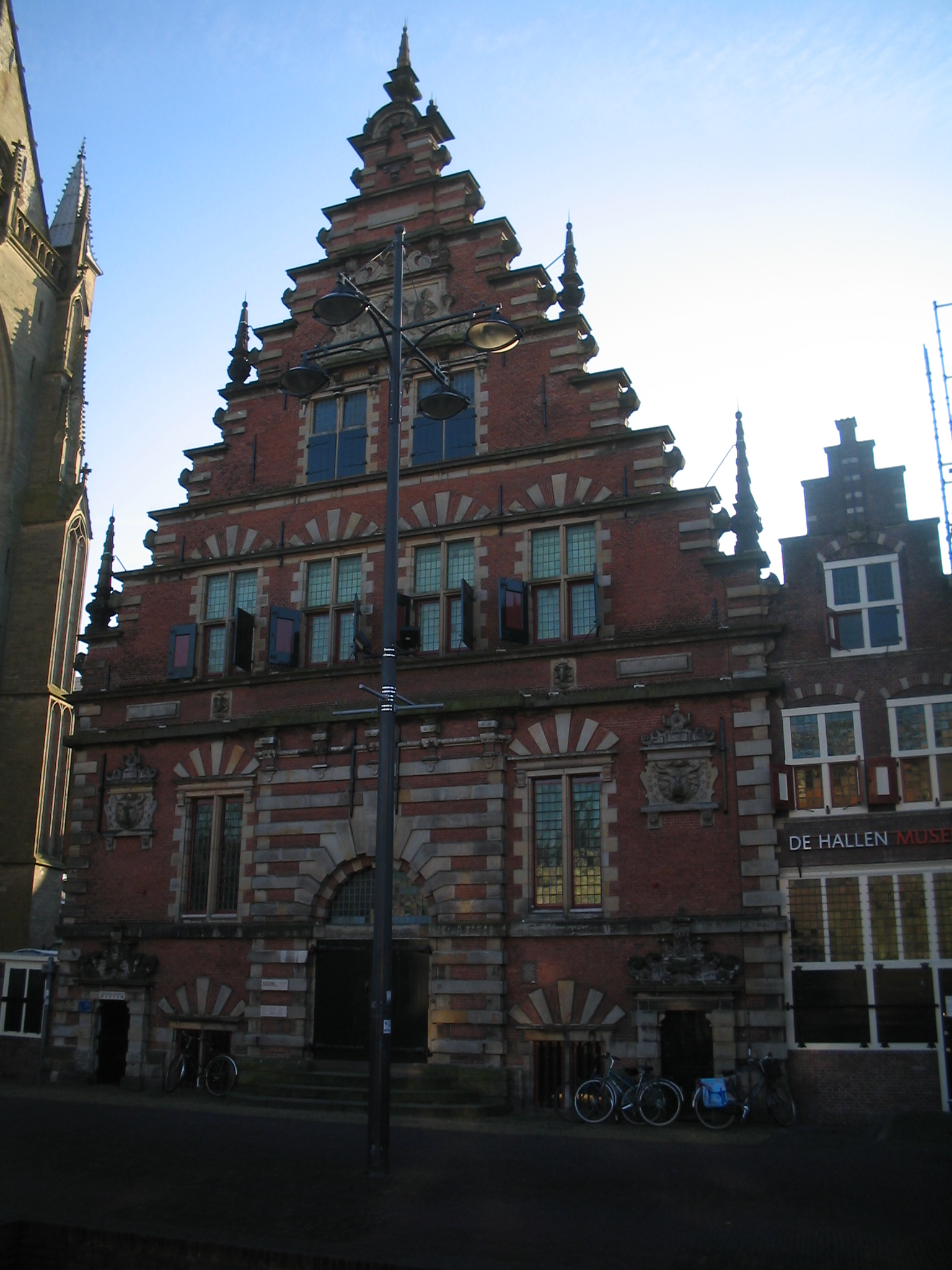
De Vleeshal in Haarlem heeft een rolwerkgevel met treden.

Een rolwerkgevel, ook wel krul- of volutengevel genoemd, is een topgevel, die veel tijdens de Renaissance werd toegepast. De gevel versmalt aan beide kanten evenveel. Bij een trapgevel wordt deze versmalling opgevuld door treden. Bij de rolwerkgevel wordt deze versmalling opgevuld met klauwstukken, rolwerken, gebeeldhouwde beelden en soms met treden maar dan inmengeling met de eerder genoemde aspecten. De gevel dankt zijn naam aan de rolwerken die het meestal bevat. Rolwerkgevels komen vooral in West-Europa voor. Voorbeelden van plaatsen met veel rolwerkgevels zijn Münster en Praag.
Een bekend voorbeeld van een rolwerkgevel is de Vleeshal in Haarlem en hotel het Weeshuis in Gouda, voorheen een aalmoezeniersweeshuis uit 1599.  

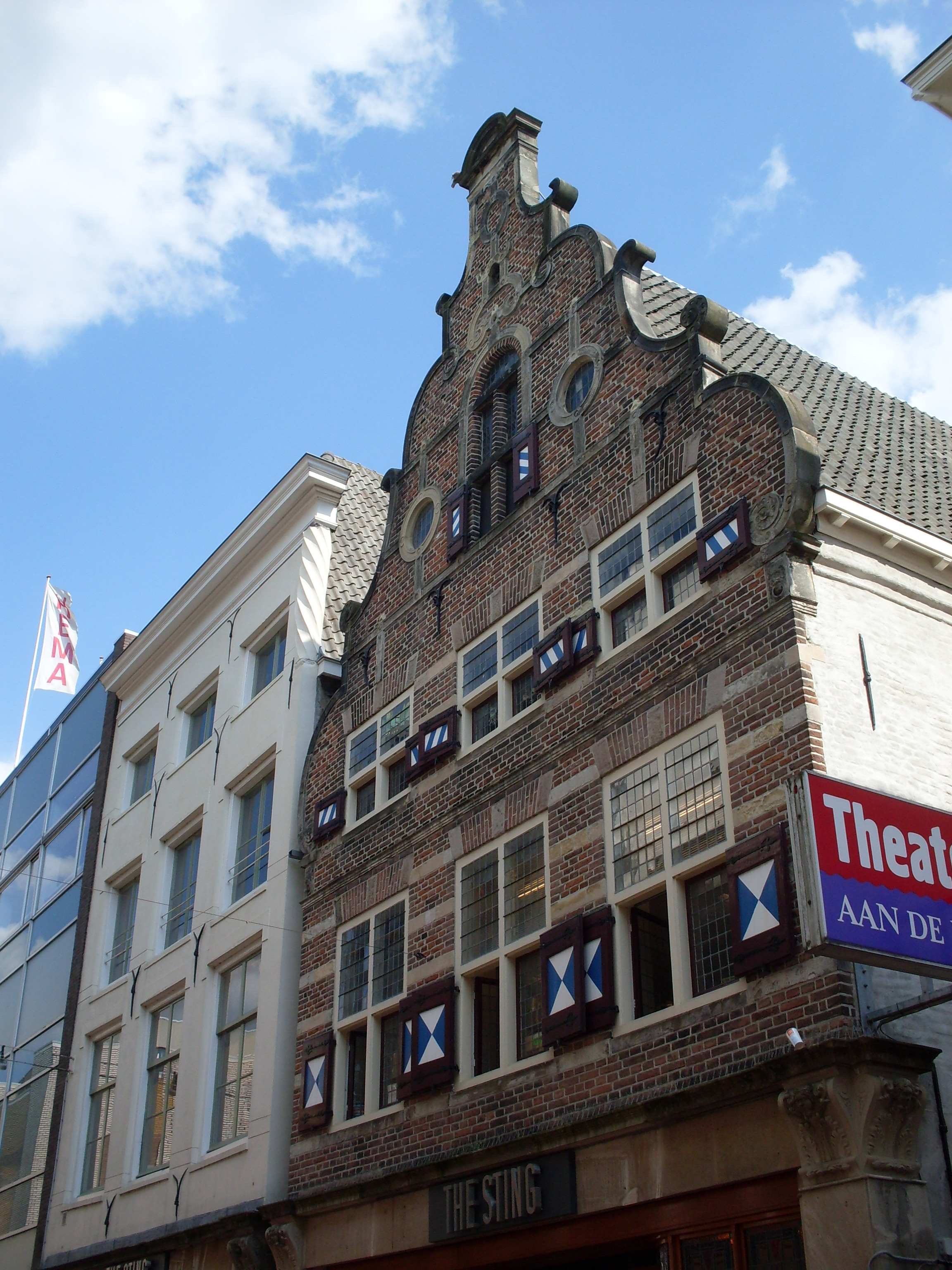
De Moriaan te Arnhem heeft ook een rolwerkgevel.